# Albert Bassermann
Albert Bassermann (Mannheim, Alemanya, 7 de setembre de 1867 − Zuric, Suïssa, 15 de maig de 1952) va ser un actor alemany.

## Biografia[1][2]
Albert Bassermann debuta a Mannheim el 1887 al teatre, àmbit on serà molt actiu fins al 1951. Després de treballar al Meininger Hofftheater de Meiningen, entre 1891 i 1895, s'instal·la a Berlín. A la capital alemanya, entre d'altres, interpreta obres al Deutsches Theater de 1899 al 1904 (sota l'administració d'Otto Brahm), després de 1909 al 1915 (sota l'administració de Max Reinhardt) i, a l'interval, de 1904 a 1909, al Lessing Theater. L'adveniment del nazisme el decideix el 1933 a instal·lar-se a Suïssa amb la seva esposa Else Bassermann nascuda Schiff (1878-1961), actriu i guionista, que té ascendència jueva.
Fins al 1938, continua la seva carrera teatral al seu primer país d'acollida (al Schauspielhaus de Zuric), també als Països Baixos i Àustria (sobretot a Viena, al Josefstadt Theater i al Volkstheater, Viena).
El 1939, els esposos Bassermann escullen com a segon país d'adopció els Estats Units, on es quedaran fins a la fi de la Segona Guerra Mundial. Faran — una sola vegada — a Broadway, l'obra Embezzled Heaven  (1944-1945), al costat d'Ethel Barrymore. El 1946, tornen a Europa, on Albert Bassermann hi acabarà la seva carrera al teatre (l'última vegada, a Berlín el 1951, al Schiller Theater).
Bassermann serà igualment actiu al cinema, interpretant films muts alemanys des de 1913 (destacar que la seva esposa Else és la seva sòcia — i guionista — d'un cert nombre d'ells), després a alguns films sonors, fins al seu primer exili a Suïssa.
Després de la seva tornada a Europa, apareix en una última pel·lícula — britànica— el 1948, The Red Shoes. La seva actuació a la segona pel·lícula estatunidenca d'Alfred Hitchcock el 1940, Foreign Correspondent , li valdrà una nominació per l'Oscar al millor actor secundari.

## Filmografia[4]
- 1913: Der Andere de Max Mack
- 1922: Das Weib des Pharao d'Ernst Lubitsch: Sothis
- 1922: Lucrezia Borgia de Richard Oswald
- 1922: Der Mann mit der eisernen maske de Max Glass
- 1923: Christoph Columbus de Márton Garas
- 1924: Helena de Manfred Noa
- 1929: Napoleon auf St. Helena de Lupu Pick
- 1929: Fräulein Else de Paul Czinner
- 1930: Alraune de Richard Oswald
- 1930: Dreyfus de Richard Oswald
- 1931: Voruntersuchung de Robert Siodmak
- 1931: 1914, die letzten Tage vor dem Weltbrand de Richard Oswald
- 1933: Ein gewissen her gran de Gerhard Lamprecht
- 1938: Le Héros de la Marne o La Famille Lefrançois d'André Hugon: Coronel von Gelow
- 1940: A Dispatch from Reuters de William Dieterle
- 1940: Knute Rockne, All American de Lloyd Bacon

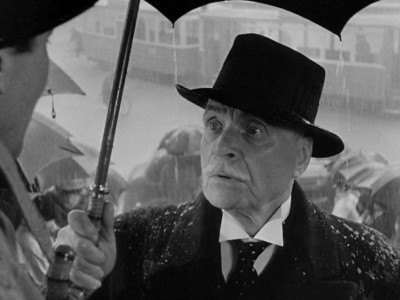
A Enviat especial (1940)

- 1940: Enviat especial (Foreign Correspondent) d'Alfred Hitchcock
- 1940: Dr.. Ehrlich's Magic Bullett de William Dieterle
- 1940: Escape de Mervyn LeRoy
- 1940: Moon over Burma de Louis King
- 1941: The Shanghai Gesture de Josef von Sternberg
- 1941: A Woman's Face de George Cukor
- 1942: Lluna de mel (Once Upon a Honeymoon) de Leo McCarey
- 1942: Fly-By-Night de Robert Siodmak
- 1942: Un viatge temerari (Desperate Journey) de Raoul Walsh
- 1942: The Moon and Sixpence d'Albert Lewin
- 1942: The Invisible Agent d'Edwin L. Marin
- 1942: Reunion in France de Jules Dassin
- 1943: Madame Curie de Mervyn LeRoy
- 1944: Since you went away de John Cromwell
- 1945: Rhapsody in Blue d'Irving Rapper
- 1947: The Private Affairs of Bel Ami d'Albert Lewin
- 1948: Les sabatilles vermelles (The Red Shoes) de Michael Powell i Emeric Pressburger

## Teatre (selecció)
- 1928: Katharina Knie de Carl Zuckmayer (creació de Lessing Theater el 20 de desembre de 1928)[5]
- 1944-1945: Embezzled Heaven, obra de Ladislav Busk-Fekete i Mary Helen Fay, adaptació de la novel·la Der veruntreute Himmel de Franz Werfel, amb Ethel Barrymore, Eduard Franz, Sanford Meisner (als crèdits Albert Basserman; a Broadway)

## Premis i nominacions
Nominacions
- 1941: Oscar al millor actor secundari per Enviat especial